# Senad Tiganj
Senad Tiganj, född 28 augusti 1975, är en slovensk fotbollsspelare. Han spelade sin första landskamp för Slovenien den 6 oktober 2001 mot Färöarna.